# فورونوفيتسيا (محافظة فينيتسا)
فورونوفيتسيا (Вороновиця) هي بلدة من النمط المدني في منطقة فينيتسا في محافظة فينيتسا في أوكرانيا.